# الدوري النمساوي 1947–48
الدوري النمساوي الممتاز 1947–48 (بالألمانية: Österreichische Fußballmeisterschaft 1947/48)‏ هو الموسم 37 من  بوندسليغا النمسا لكرة القدم. أشرف على تنظيمه اتحاد النمسا لكرة القدم، وكان عدد الأندية المشاركة فيه  10، وفاز فيه رابيد فيينا.